# Ma l'amore no (brano musicale)
Ma l'amore no   è un brano musicale italiano del 1942, scritto da Giovanni D'Anzi e Michele Galdieri.
Il brano fu cantato per la prima volta da Alida Valli nel film Stasera niente di nuovo, diretto da Mario Mattoli. Alcuni mesi dopo l'uscita del film, la canzone fu incisa da Lina Termini nel 78 giri Ma l'amore no/La porta chiusa dalla Cetra (1943). La versione di Alberto Rabagliati, registrata con l'orchestra di Pippo Barzizza e il Trio Aurora, pubblicata subito dopo, fu all'epoca la più venduta e la più ascoltata.
Nonostante l'esterofilia di quegli anni e le numerose canzoni dai ritmi esotici e con spiccati accenti jazz, il brano, di gusto abbastanza classico, divenne ben presto uno dei leitmotiv musicali italiani degli anni quaranta, insieme a Ti parlerò d'amor di Wanda Osiris.

## Incisioni ed interpretazioni
- Mina incise il brano nell'album del 1969 I discorsi.
- Ornella Vanoni ripropose Ma l'amore no nel 1986 con l'arrangiamento e la partecipazione di Lee Konitz nell'album Ornella &...
- Fabio Lepore incide il brano nell'album Pausa Caffè del 2012
- Antonella Ruggiero propone il brano in occasione del concerto all'Auditorium Gen. S. Florio di L'Aquila (AQ), accompagnata dall'Orchestra sinfonica Abruzzese arrangiata e diretta da Francesco Santucci. La registrazione dal vivo è contenuta nell'album Quando facevo la cantante (2018) - CD3 "La canzone d'autore".

## Nel cinema
Dopo Stasera niente di nuovo, il brano ha fatto parte della colonna sonora di altri film: 
- Gli eroi del doppio gioco di Camillo Mastrocinque del 1962
- Telefoni bianchi diretto da Dino Risi nel 1976 con Agostina Belli
- Malèna, diretto da Giuseppe Tornatore nel 2000 con Monica Bellucci
- Prima dammi un bacio, diretto da Ambrogio Lo Giudice nel 2003 con Luca Zingaretti
- Ma l'amore... sì! diretto da Tonino Zangardi e Marco Costa nel 2006.